# Stachys munzurdagensis
Stachys munzurdagensis là một loài thực vật có hoa trong họ Hoa môi. Loài này được R.Bhattacharjee miêu tả khoa học đầu tiên năm 1974.